# Patrik Hadenius
Patrik Hadenius, egentligen Patric Oscar Lennart Hadenius, född 16 april 1964 i Helga Trefaldighets församling, Uppsala län, är en svensk publicist och var 2020–2023 förlagschef på Norstedts Förlagsgrupp (där Norstedts förlag, Printz Publishing, Brombergs bokförlag, Tidens förlag, Rabén & Sjögren och B. Wahlströms bokförlag ingår).

## Biografi
Hadenius, som är son till Stig Hadenius, växte upp i Hovås utanför Göteborg och gick på Göteborgs Högre Samskola. Efter militärtjänstgöring studerade han språkvetenskap vid Stockholms universitet. Hadenius var vetenskapsredaktör på Dagens Nyheter och 1996–2006 redaktör på tidskriften Forskning & Framsteg, samt dess chefredaktör 2010–2018. År 2007 grundade han Språktidningen, vars chefredaktör han var fram till 2018. År 2009 grundade han Modern Psykologi tillsammans med Per Boström, och 2014 gav han ut första numret av Modern Filosofi. Han har också givit ut Tidningen Väder. Åren 2018–20 var han VD på branschorganisationen Utgivarna.
2012 blev Hadenius hedersdoktor vid humanistiska fakulteten vid Göteborgs universitet. Hadenius tilldelades 2018 Sveriges Tidskrifters stora pris och nominerades 2009 till Stora Journalistpriset. År 2013 tilldelades han Arguspriset av Kungliga Humanistiska Vetenskapssamfundet i Uppsala.
Som ledamot av juryn för Stora journalistpriset 2020 utsågs Hadenius, tillsammans med Henrik Evertsson, till Årets förvillare 2021, efter att ha tilldelat priset för "Årets avslöjande" till dokumentären Estonia – fyndet som ändrar allt. I en intervju med SVT ångrade Patrik Hadenius senare sitt beslut att belöna Evertssons dokumentär med Stora journalistpriset.
Hadenius medverkar regelbundet i Spanarna i P1 och i TV4:s Nyhetsmorgon med inslaget Språkakuten tillsammans med Sara Lövestam.